# Kayvan Novak
Kayvan Novak, född 23 november 1978 i London, är en brittisk skådespelare.
Novak har bland annat medverkat i TV-serierna Katt i förklädnad från 2016 och What We Do in the Shadows (2019-2022). Han har även medverkat i filmen Syriana från 2005.

## Filmografi (urval)
- 2005 – Syriana
- 2010 – Four lions
- 2014 – Paddington
- 2016 – Katt i förklädnad (TV-serie)
- 2019–2024 – What We Do in the Shadows (TV-serie)
- 2021 – Cruella